# 田中彰 (音楽プロデューサー)
田中 彰（たなか あきら）は、日本の音楽プロデューサー。

## 略歴
- 1975年 - 早稲田大学 法学部卒業
- 1975年 - 株式会社テイチクレコード(現株式会社テイチクエンタテインメント)ユニオンブラック制作部 ディレクター
- 1983年 - 株式会社東芝EMI 邦楽本部 制作プロデューサー
- 1988年 - パイオニアLDC株式会社 制作チーフプロデューサー
- 1990年 - 株式会社ロックイットレコード(株式会社パイオニアの直系レコード会社)常務取締役(パイオニアLDCより出向)
- 1992年 - 株式会社ギャロップ設立
- 1995年 - 株式会社スマイルカンパニー 代表取締役就任(株式会社ギャロップ代表取締役と兼務)
- 1998年 - 株式会社ギャロップ代表取締役を専任する為、株式会社スマイルカンパニー退社
- 2006年 - 株式会社SMEレコーズ(ソニーミュージック)とプロデュース契約を結ぶ
- 3Dメタバース「meet-me」とプロモーションを連携
- 2010年 - 株式会社アニコット 代表取締役

## 製作
- 2008年 - 文望(販売元 ユニバーサルミュージック)のsingleをリリース
- 2011年 - 映画「青いソラ白い雲」企画制作